# Canción de arrabal
 Canción de arrabal es una película en blanco y negro coproducción de Argentina y España dirigida por Enrique Carreras sobre el guion de Emilio Villalba Welsh y Juan Manuel Iglesias que se estrenó el 26 de octubre de 1961 y que tuvo como protagonistas a Marujita Díaz, Carlos Estrada, Espartaco Santoni, Luis Peña y María Luisa Santés. Se exhibió también con el título de La cumparsita.

## Sinopsis
Ambientada en el 1900 y rodada parcialmente en Barcelona, Buenos Aires, Córdoba, Madrid y Sevilla. Una joven con padres españoles, criada en el barrio de La Boca de Buenos Aires viaja para actuar en Europa al ganar un concurso, se hace famosa y se casa con un argentino. 

## Reparto
- Marujita Díaz
- Carlos Estrada
- Espartaco Santoni
- Luis Peña
- María Luisa Santés
- Félix Fernández
- Enrique San Miguel
- Paquita Más
- Alfredo Barbieri
- Don Pelele
- María Fernanda Ladrón de Guevara
- Mario Baroffio
- Francisco Canaro
- Aníbal Vela
- Rafael Cores
- Domingo Garibotto
- Eduardo Hernández
- Amalia Rodrigues
- Juanito Belmonte
- Roberto Germán
- Adolfo García
- Encarnita Abad
- Ángela Beoni
- Juan Cazalilla
- Pilar Vela

## Comentarios
La Nación comentó sobre el filme:

”Filmada con gran despliegue, color y escenarios, brinda numerosas ocasiones para el lucimiento de Marujita Díaz.”

Por su parte La Razón dijo en su crónica:

”Carlos Estrada afirma en un momento:  este es el siglo de la inteligencia…el film no es precisamente una prueba en este sentido.”

Manrupe y Portela escriben:

”Película de tango y pintoresquismo…con una cantante de flamenco cantando tangos (Marujita Díaz).”